# Wheatland (Missouri)
Wheatland – miasto w Stanach Zjednoczonych, w stanie Missouri, w hrabstwie Hickory.